# Hygrobia
Hygrobia là một chi bọ nước bản địa của châu Âu, Bắc Mỹ, Trung Quốc và Úc. Đây là chi duy nhất trong họ Hygrobiidae. 

## Các loài
Có 6 loài trong chi này, gồm: 
- Hygrobia australasiae (Clark, 1862)
- Hygrobia davidi Bedel, 1883
- Hygrobia hermanni (Fabricius, 1775)
- Hygrobia maculata Britton, 1981
- Hygrobia nigra (Clark, 1862)
- Hygrobia wattsi Hendrich, 2001

Trong đó, H. wattsi được miêu tả năm 2010. Còn loài H. cretzschmari tuyệt chủng.

## Hình ảnh

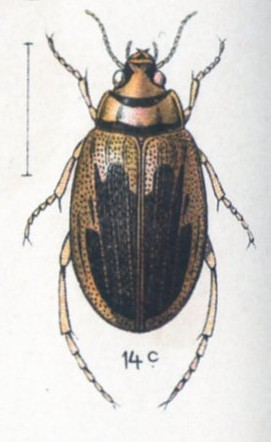
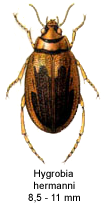
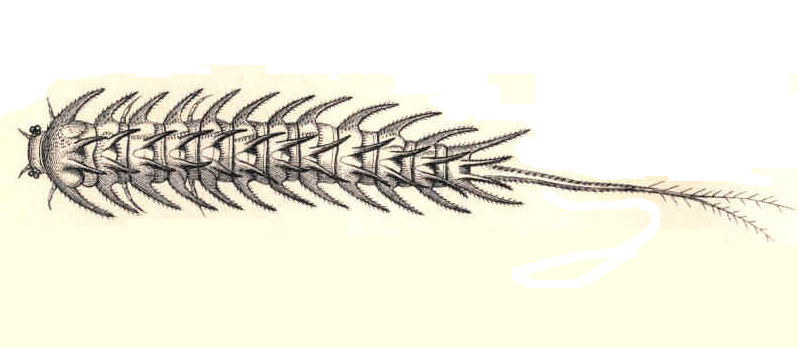
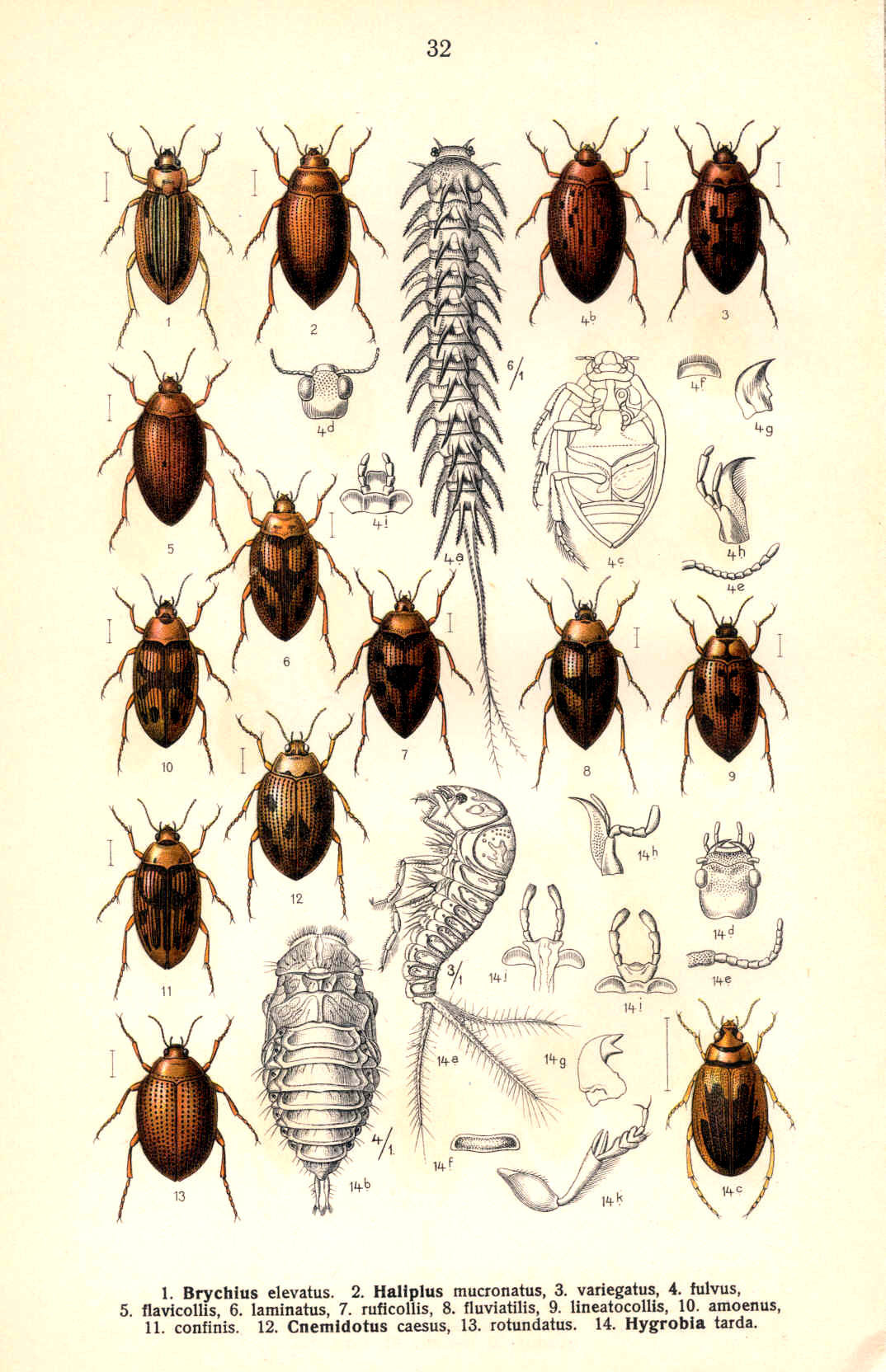